# بابا یاگا (فیلم)
بابا یاگا (انگلیسی: Baba Yaga) فیلمی است که در سال ۱۹۷۳ منتشر شد. از بازیگران آن می‌توان به کارول بیکر، جرج ایستمن و فرانکو باتیاتو اشاره کرد.